# Alfonso d'Aragona (1481-1500)
Alfonso d'Aragona, duca di Bisceglie, principe di Salerno (Regno di Napoli, 1481 – Roma, 18 agosto 1500), fu un figlio illegittimo del re Alfonso II di Napoli e dell'amante Trogia Gazzela, pubblicamente figlio devoto e legittimo erede della regina consorte Iolanda d'Aragona.
È noto per essere stato il secondo marito di Lucrezia Borgia, figlia di papa Alessandro VI.

## Biografia

### Giovinezza

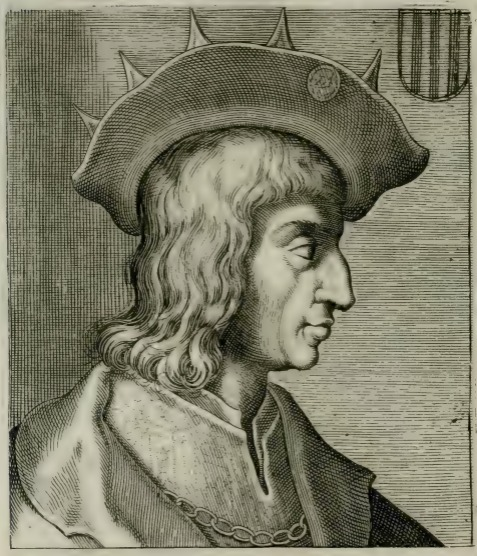
Alfonso II di Napoli, padre di Alfonso

Secondo gli usi della famiglia aragonese di Napoli, Alfonso ricevette un'eccellente educazione umanistica. Il suo primo precettore fu Giuniano Maio, dell'Accademia Pontaniana. Successivamente fu istruito dal letterato fiorentino Raffaele Brandolini, anche detto "Lippus Brandolinus" perché soggetto a una grave malattia agli occhi che lo condusse alla cecità. Il Brandolini lo definì "l'infelice adolescente". Brandolini, come il fratello Aurelio morto di peste nel 1497, era membro della nobiltà fiorentina e faceva parte degli eremiti agostiniani. Rimasto a vivere a Roma, dove Alfonso d'Aragona trascorse il periodo del matrimonio con Lucrezia Borgia, continuò a vederlo frequentemente e conservò sempre per il giovane l'affetto protettivo del buon maestro.
Sin dall'infanzia Alfonso si trovò implicato nella crisi che colpì la sua dinastia. Durante l'occupazione francese il padre fuggì in Sicilia dove morì. Alfonso si batté per il ritorno al trono del fratellastro Ferdinando II di Napoli, che morì un anno dopo la sua ascesa. Il successore, Federico I di Napoli zio di Alfonso, gli affidò i primi incarichi di una certa responsabilità; nel 1497 Alfonso assunse la luogotenenza generale in Abruzzo.

### Matrimonio

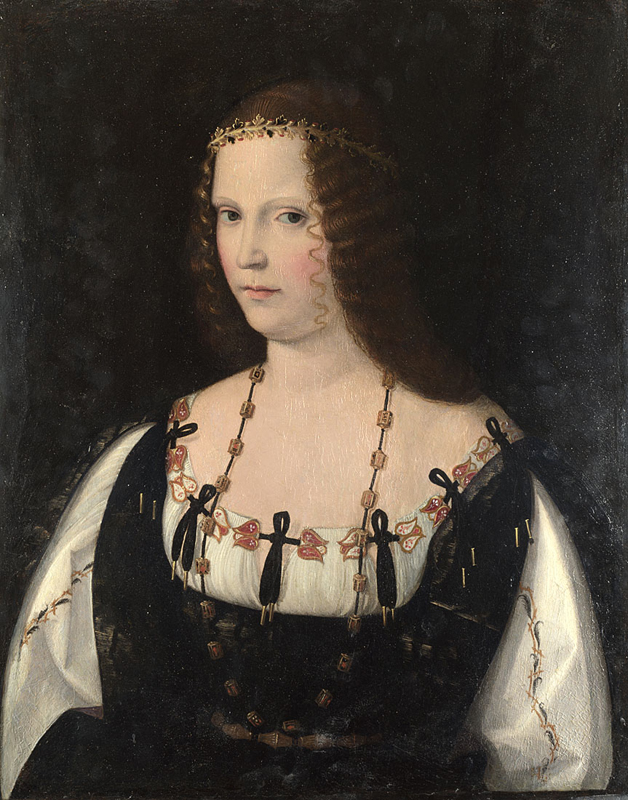
Bartolomeo Veneto: presunte sembianze di Lucrezia Borgia

Papa Alessandro VI volle il matrimonio della figlia Lucrezia con Alfonso come base per poter poi far sposare Cesare con Carlotta d'Aragona e avere così un punto d'appoggio nel regno di Napoli. Quando si presentò nell'Urbe per il matrimonio, venne descritto come «l'adolescente più bello che si sia mai visto a Roma».
Le nozze furono celebrate, dopo una complessa trattativa sulla dote di Lucrezia, il 21 luglio 1498, alla presenza dei familiari del Vaticano, del cardinale Ascanio Sforza, dei cardinali Giovanni Borgia e Giovanni Lopez e del vescovo Giovanni Marrades, a palazzo Santa Maria in Portico. Il capitano spagnolo Giovanni Cervillon tenne la spada snudata sulla testa dei giovani sposi durante la celebrazione del rito. Il 5 agosto fu celebrata una seconda cerimonia.

### Tentata fuga da Roma
La politica internazionale dei Borgia cambiava rapidamente: non più interessato a Napoli, Cesare intraprese una politica filofrancese sposando Charlotte d'Albret. Alfonso d'Aragona, duca di Bisceglie, era preoccupato dell'alleanza del Papa con la Francia: era infatti stato messo all'erta da Ascanio Sforza, che alla fine di luglio lascerà Roma per andare a combattere i francesi a fianco del fratello Ludovico il Moro, dagli ambasciatori spagnoli e napoletani, e da sua sorella Sancia.
Non sentendosi più sicuro a Roma, il 2 agosto 1499 Alfonso lasciò in segreto la città e Lucrezia incinta di sei mesi per recarsi nelle terre dei Colonna, amici di re Federico, e poi a Napoli. A Genazzano scrisse alla moglie affinché lo raggiungesse. La lettera però cadde nelle mani di Alessandro VI. Il Papa inviò il capitano spagnolo Giovanni Cervillon presso il re di Napoli, Federico, a trattare il ritorno del duca di Bisceglie, con promesse sull'avvenire di Alfonso. Si venne a stabilire che verso la metà di settembre questi avrebbe raggiunto la sposa; cosa che avvenne a Spoleto la sera del 19 settembre 1499. Il 23 settembre, insieme alla consorte, si recava a Nepi, nel castello tornato di proprietà del Papa, dove li aspettava lo stesso Alessandro VI. Il 14 ottobre tornarono a Roma e il 1º novembre, nacque il figlio della coppia, che l'11 novembre fu battezzato dal cardinale napoletano Carafa con il nome di Rodrigo d'Aragona.

### Prima aggressione

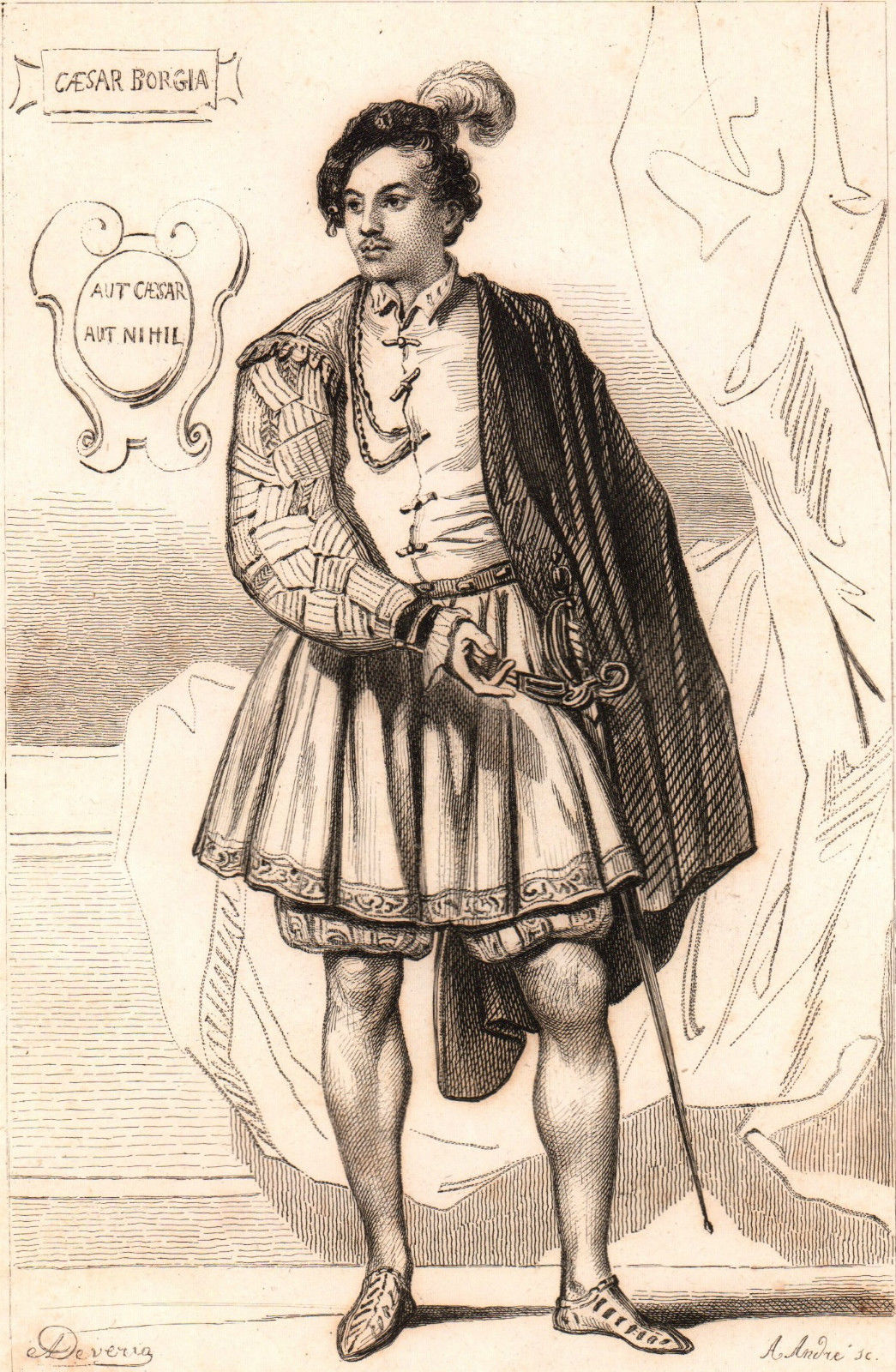
Cesare Borgia in età giovanile

Il 15 luglio 1500 Alfonso d'Aragona era andato a visitare la moglie e la sorella e si era trattenuto a cena con il suocero. Salutati i familiari, usciva dal Vaticano passando dalla porta sotto la loggia della benedizione; era accompagnato da un gentiluomo di camera, Tommaso Albanese, e da uno staffiere. Nei pressi del palazzo di Santa Maria in Portico venne aggredito. Alfonso coraggiosamente si difese mostrando la tecnica dell'eccellente scuola d'armi napoletana, ma alla fine cadeva coperto di ferite alla testa, alle spalle e alla coscia. Nel frattempo lo staffiere a gran voce chiamava i soccorsi e cercava di trascinare il corpo sanguinante del suo padrone prima verso il palazzo di Santa Maria in Portico e poi, visto che su di loro continuava a incombere un grave pericolo, verso il Vaticano.
Albanese gli copriva la ritirata. Fortunatamente le porte del palazzo pontificio si aprirono in tempo e la guardia papale mise in fuga le ombre assassine. I contemporanei raccontarono che Alfonso d'Aragona fu portato a braccia dai soldati, coperto di sangue, lacero, col viso della morte, fino alla porta della sala dove Lucrezia stava conversando ancora con il padre e con Sancia. Quel poco di fiato che gli rimaneva fu usato per denunciare il suo aggressore, ma la moglie non lo sentì in quanto svenne.
Dopo l'attentato, Alfonso era stato messo nella prima sala dell'appartamento della torre Borgia, affrescato da Pinturicchio. Lucrezia e Sancia dormivano su letti improvvisati a pochi passi dal ferito, lo assistevano e preparavano per lui il cibo su un fornello da campo affinché non venisse avvelenato. Erano di guardia, fuori dalla stanza, i medici del Papa e i pochi fidatissimi di casa Bisceglie, finché a essi si aggiunsero presto, mandati da re Federico, due celebri medici napoletani, Messere Galiano de Anna, chirurgo, e Messere Clemente Gactula, fisico. Alfonso si poté presto dire salvato dalle molte cure e dalla propria robusta giovinezza.
Cesare Borgia era andato a visitare il cognato e si diceva avesse mormorato fra i denti che le cose non riuscite a desinare sarebbero riuscite a cena. Lucrezia, avvertendo il pericolo per il marito, aveva stabilito con re Federico di far partire Alfonso per Napoli appena egli avesse potuto viaggiare, pensando forse di accompagnarlo ella stessa o di raggiungerlo in un secondo tempo. Circolava voce che il mandante fosse proprio il cognato Cesare Borgia, affinché la sorella potesse essere utilizzata nuovamente come strumento politico matrimoniale. A conferma di questi sospetti c'è da annotare l'episodio che vide protagonista l'inviato veneziano e papa Alessandro VI. Questi, dopo gran discorsi sulla innocenza del figlio, stretto dalle precise argomentazioni del suo interlocutore, aveva finito per dichiarare che, se il Valentino avesse vibrato il colpo, era segno che Alfonso se l'era meritato.
Fra i sospetti attendibili risultano anche gli Orsini, poiché Alfonso simpatizzava con i Colonna, da tempo acerrimi nemici della nobile casata romana. La maggior parte degli indizi ricadeva però sul figlio del Papa spagnolo. Il Calmeta, che ospitava Albanese, scriveva in quei giorni alla duchessa di Urbino che il mandante dell'aggressione al duca di Bisceglie fosse il Valentino. Il celebre storico e cronista Sanudo scriveva “non si sa chi abbia fatto l'assassinio, ma si dice sia stata la stessa mano che ammazzò il duca di Gandia”, ovvero Cesare Borgia.
Il cronista napoletano Notar Giacomo segnala al 15 luglio la notizia e aggiunge che “l'aveva fatto fare il Valentino per invidia”. Il Cattaneo è il più chiaro di tutti: “il mandante del delitto è certo uno che può più di lui, signore e nipote di re vivo, figlio di re morto e genero del papa”: come dire il Valentino.

### Assassinio
(Burcardo)

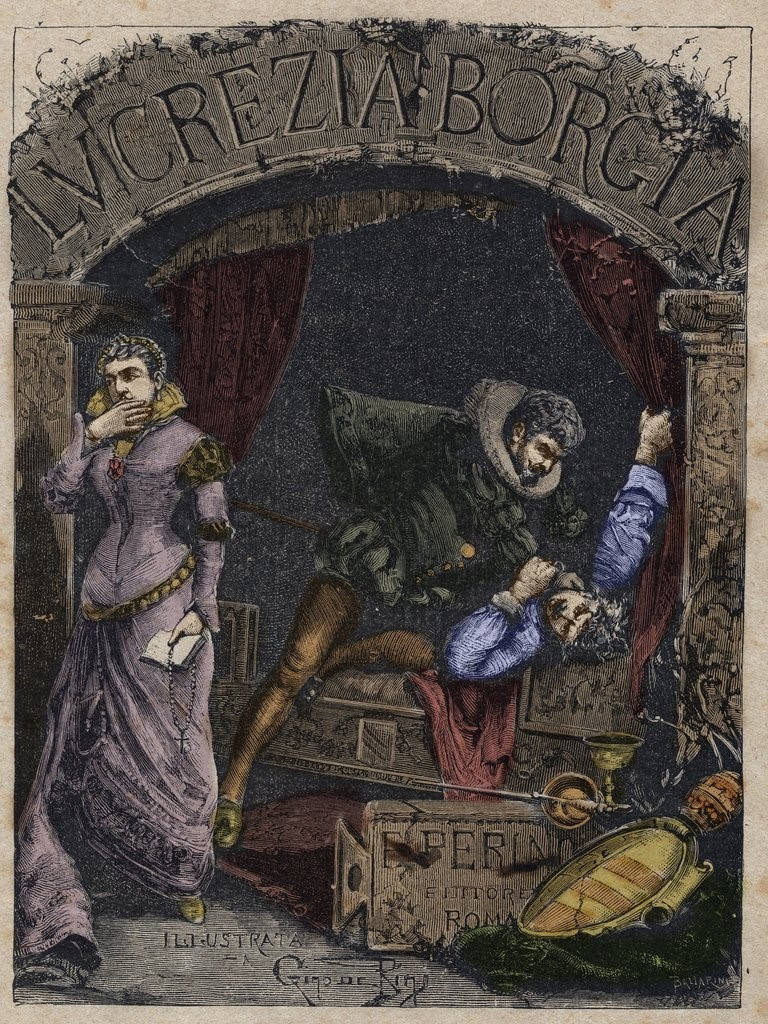
Illustrazione dell'assassinio di Alfonso da parte di Michelotto Corella (Edoardo Perino, 1890)

Proprio l'umanista cieco Raffaele Brandolini, nel pomeriggio del 18 agosto, scrive che il duca di Bisceglie stava nella sua stanza con pochi altri quando Cesare Borgia mandava una squadra di armati al comando di don Michelotto Corella con l'ordine di arrestare quanti si trovassero presso il cognato per rispondere di complotto antiborgiano preparato, diceva l'accusa, d'accordo con casa Colonna. Furono presi e imprigionati tutti gli uomini del giovane duca, compresi messer Clemente il medico e messer Galiano il chirurgo. Lucrezia e Sancia accorsero immediatamente per chiedere spiegazioni in merito. Michelotto rispose che non aveva cognizioni esatte e le invitava ad andare dal Papa, a due porte di distanza, a sollecitare da lui l'ordine di liberare i prigionieri prima che fossero condotti in fortezza. La soluzione sembrava non dare adito a sospetti ed era rafforzata dalle assicurazioni di papa Borgia e dalle maniere ingannevoli del Valentino nei giorni precedenti. L'inviato fiorentino riporta che il giovane Alfonso, ancora vacillante, si alzò in piedi con la mano alzata come a domandare grazia. Michelotto parlò in seguito di una caduta accidentale che avrebbe cagionato al giovane un'emorragia seguita da morte. Lucrezia e Sancia non ebbero nemmeno il permesso di vedere il corpo dell'assassinato, come non furono autorizzate a seguire il modesto funerale fatto fare in gran fretta la sera del 18 agosto. Al lume di venti torce, con poca compagnia di frati oranti sottovoce, l'arcivescovo di Cosenza, Francesco Borgia, accompagnò la salma nella sepoltura in Santa Maria delle Febbri, piccola chiesa presso San Pietro che sorgeva nel luogo occupato poi dalla sacrestia della basilica. Cattanei e altri scrissero della disperazione di Lucrezia per la perdita.
I familiari del duca di Bisceglie, arrestati il 18 agosto, attraversarono intanto giorni terribili: si disse che fossero stati messi alla tortura affinché confessassero il preteso complotto, ma non essendoci alcunché da confessare furono infine lasciati tornare a Napoli, cosa che, per chi era stato preso dalla morsa di Castel Sant'Angelo, aveva del miracoloso. Non tutti tornarono, però: pochi giorni dopo l'assassinio di Alfonso, fu trovato morto sui prati di Castel Sant'Angelo Giovanni Maria Gazullo, fratello di madonna Tuscia e zio del duca di Bisceglie; lo si era fatto tacere per evitare che potesse parlare, forse aveva molto da dire
La giustificazione che Cesare diede al padre fu che Alfonso tramasse per ucciderlo. La notizia della morte violenta di Alfonso divenne presto di dominio pubblico, anche all'estero. Lucrezia venne fatta sposare di nuovo, due anni dopo, con il duca di Ferrara Alfonso I d'Este.

## Discendenza

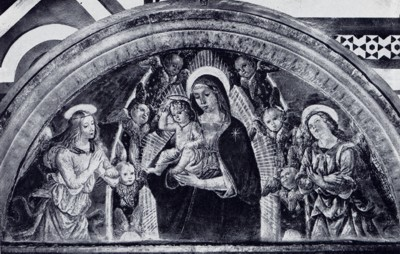
Pala raffigurante, ai lati della Madonna, Lucrezia Borgia (a sinistra) con Rodrigo (a destra accanto a lei) e Alfonso d'Aragona (a destra), 1500

Dal matrimonio con Lucrezia Borgia ebbe un figlio:
- Rodrigo (1499-1512), duca di Bisceglie e Sermoneta.

## Ascendenza
|                         |   |                          | Genitori                      |  |  | Nonni |  |  | Bisnonni            |  |  | Trisnonni               |  |
|                         |   |                          |                               |  |  |       |  |  | Alfonso V d'Aragona |  |  | Ferdinando I di Aragona |  |
|                         |   |                          |                               |  |  |       |  |  | Alfonso V d'Aragona |  |  | Ferdinando I di Aragona |  |
|                         |   | Eleonora d'Alburquerque  |                               |  |  |       |  |  | Alfonso V d'Aragona |  |  |                         |  |
| Ferdinando I di Napoli  |   |                          |                               |  |  |       |  |  | Alfonso V d'Aragona |  |  |                         |  |
|                         |   | Giraldona Carlino        | Enrico Carlino                |  |  |       |  |  |                     |  |  |                         |  |
|                         |   | Giraldona Carlino        | Enrico Carlino                |  |  |       |  |  |                     |  |  |                         |  |
|                         |   | Giraldona Carlino        | Isabella Carlino              |  |  |       |  |  |                     |  |  |                         |  |
| Alfonso II di Napoli    |   | Giraldona Carlino        |                               |  |  |       |  |  |                     |  |  |                         |  |
|                         |   | Tristano di Chiaromonte  | Bartolomeo de Clermont-Lodève |  |  |       |  |  |                     |  |  |                         |  |
|                         |   | Tristano di Chiaromonte  | Bartolomeo de Clermont-Lodève |  |  |       |  |  |                     |  |  |                         |  |
|                         |   | Tristano di Chiaromonte  | Caterina Orsini               |  |  |       |  |  |                     |  |  |                         |  |
| Isabella di Chiaromonte |   | Tristano di Chiaromonte  |                               |  |  |       |  |  |                     |  |  |                         |  |
|                         |   | Sibilla Orsini Del Balzo | Raimondo Orsini Del Balzo     |  |  |       |  |  |                     |  |  |                         |  |
|                         |   | Sibilla Orsini Del Balzo | Raimondo Orsini Del Balzo     |  |  |       |  |  |                     |  |  |                         |  |
|                         |   | Sibilla Orsini Del Balzo | Maria d'Enghien               |  |  |       |  |  |                     |  |  |                         |  |
| Alfonso d'Aragona       |   | Sibilla Orsini Del Balzo |                               |  |  |       |  |  |                     |  |  |                         |  |
|                         | … | …                        |                               |  |  |       |  |  |                     |  |  |                         |  |
|                         | … | …                        |                               |  |  |       |  |  |                     |  |  |                         |  |
|                         | … | …                        |                               |  |  |       |  |  |                     |  |  |                         |  |
| Antonio Gazzella        | … |                          |                               |  |  |       |  |  |                     |  |  |                         |  |
|                         |   | …                        | …                             |  |  |       |  |  |                     |  |  |                         |  |
|                         |   | …                        | …                             |  |  |       |  |  |                     |  |  |                         |  |
|                         |   | …                        | …                             |  |  |       |  |  |                     |  |  |                         |  |
| Trogia Gazzella         |   | …                        |                               |  |  |       |  |  |                     |  |  |                         |  |
|                         |   | Giovanni Antonio Carafa  | Tommaso Carafa                |  |  |       |  |  |                     |  |  |                         |  |
|                         |   | Giovanni Antonio Carafa  | Tommaso Carafa                |  |  |       |  |  |                     |  |  |                         |  |
|                         |   | Giovanni Antonio Carafa  | Sancia d'Aquino               |  |  |       |  |  |                     |  |  |                         |  |
| Orsina Carafa           |   | Giovanni Antonio Carafa  |                               |  |  |       |  |  |                     |  |  |                         |  |
|                         |   | …                        | …                             |  |  |       |  |  |                     |  |  |                         |  |
|                         |   | …                        | …                             |  |  |       |  |  |                     |  |  |                         |  |
|                         |   | …                        | …                             |  |  |       |  |  |                     |  |  |                         |  |
|                         |   | …                        |                               |  |  |       |  |  |                     |  |  |                         |  |

## Nella cultura di massa
Alfonso d'Aragona è stato interpretato da:
- Alfons Fryland in Lucrezia Borgia (Film, USA, 1922)
- Max Michel in Cesare e Lucrezia Borgia (Film diretto da Abel Gance, Francia, 1935)
- John Sutton in La maschera dei Borgia (Film, USA, 1949)
- Massimo Serato in Lucrezia Borgia (Film, Francia, 1953)
- Fred Robsahm in Lucrezia giovane (Film, Italia, 1974)
- Ryan Michael in I Borgia (Mini-serie prodotta da BBC Two e RAI, Inghilterra-Italia, 1981)
- Alexander Katsapov (ballerino) in Lucrezia Borgia (Opéra-ballet al National Theatre Ballet di Praga, 2003)
- Giorgio Marchesi in Los Borgia (Film, Spagna, 2006)
- Sebastian de Souza in The Borgias (serie televisiva su Showtime, Canada-Ungheria-Irlanda, 2012)
- Alejandro Albarracín in I Borgia (serie televisiva su Sky Cinema, Francia-Germania-Italia, 2013-2014)